# Серген Ялчин
Серген Ялчин (тур. Sergen Yalçın, нар. 5 жовтня 1972, Стамбул) — турецький футболіст, що грав на позиції півзахисника. По завершенні ігрової кар'єри — тренер.
Виступав, зокрема, за «Бешикташ» та національну збірну Туреччини.
П'ятиразовий чемпіон Туреччини. Триразовий володар Кубка Туреччини. Дворазовий володар Суперкубка Туреччини. Чемпіон Туреччини (як тренер). Володар Кубка Туреччини (як тренер).

## Клубна кар'єра
Народився 5 жовтня 1972 року в місті Стамбул. Вихованець футбольної школи клубу «Бешикташ». Дорослу футбольну кар'єру розпочав 1991 року в основній команді того ж клубу, в якій провів шість сезонів, взявши участь у 127 матчах чемпіонату.  Більшість часу, проведеного у складі «Бешикташа», був основним гравцем команди.
Згодом з 1997 по 2002 рік грав у складі команд «Істанбулспор», «Фенербахче», «Галатасарай», «Трабзонспор» та «Галатасарай». Протягом цих років двічі виборював титул чемпіона Туреччини.
Своєю грою за останню команду знову привернув увагу представників тренерського штабу клубу «Бешикташ», до складу якого повернувся 2002 року. Цього разу відіграв за стамбульську команду наступні чотири сезони своєї ігрової кар'єри. Граючи у складі «Бешикташа» також здебільшого виходив на поле в основному складі команди.
Протягом 2006—2007 років захищав кольори клубу «Туранспор».
Завершив ігрову кар'єру у команді «Ескішехірспор», за яку виступав протягом 2007—2008 років.

## Виступи за збірну
У 1994 році дебютував в офіційних матчах у складі національної збірної Туреччини.
У складі збірної був учасником чемпіонату Європи 1996 року в Англії, чемпіонату Європи 2000 року у Бельгії та Нідерландах.
Загалом протягом кар'єри в національній команді, яка тривала 10 років, провів у її формі 37 матчів, забивши 5 голів.

## Кар'єра тренера
Розпочав тренерську кар'єру невдовзі по завершенні кар'єри гравця, 2009 року, увійшовши до тренерського штабу клубу «Бешикташ».
У 2014 році став головним тренером команди «Сівасспор», тренував сіваську команду один рік.
Протягом тренерської кар'єри також очолював команди «Ґазіантепспор», «Кайсеріспор», «Ескішехірспор», «Коньяспор», «Аланьяспор» та «Єні Малатьяспор».
Наразі останнім місцем тренерської роботи був клуб «Бешикташ», головним тренером команди якого Серген Ялчин був з 2020 по 2021 рік.

## Титули і досягнення

### Як гравця
- Чемпіон Туреччини (5):

«Бешикташ»: 1991-1992, 1994-1995, 2002-2003
«Галатасарай»: 1999-2000, 2001-2002
- Володар Кубка Туреччини (3):

«Бешикташ»: 1993-1994, 2005-2006
«Галатасарай»: 1999-2000
- Володар Суперкубка Туреччини (2):

«Бешикташ»: 1992, 1994

### Як тренера
- Чемпіон Туреччини (1):

«Бешикташ»: 2020-2021
- Володар Кубка Туреччини (1):

«Бешикташ»: 2020-2021